# Open Food Facts

Logo di Open Food Facts

Open Food Facts è una base di dati di tipo crowdsourcing e ad accesso gratuito, riguardante prodotti alimentari di tutti il mondo, pubblicata sul Web nei termini della licenza Open Database License (ODBL), mentre i contenuti caricati dai contributori sono resi disponibili nei termini della licenza Creative Commons Attribution–Share Alike license.
A maggio 2022, la base di dati conteneva 2,3 milioni di prodotti da 182 nazioni..
Da dicembre 2024 le Nazioni Unite la considerano uno dei 180 beni pubblici digitali.
Come spin-off sono nati i seguenti progetti, destinati a coprire le categorie di prodotti non alimentari
- Open Pet Facts[6] focalizzato sul cibo per animali
- Open Beauty Facts[7] focalizzato su cosmetici
- Open Products Facts[8] per tutte le altre categorie di prodotti non comprese negli altri progetti, ovvero né alimentari, né per cibo per animali e neanche per cosmetici

Il Progetto Open Prices viene gestito come sotto-progetto di Open Food Facts ed è finalizzato ai prezzi osservati  nei negozi.